# Governatorato di al-Zahira
Il governatorato di al-Zahira, fino al 2011 regione di al-Zahira (in arabo منطقة الظاهرة‎?, Minṭaqa al-Ẓāhira) è una suddivisione amministrativa dell'Oman. La superficie totale è di 17.000 km², la popolazione raggiunge i 130.177 abitanti, secondo il censimento del 2003. La capitale della regione è Ibri.

## Suddivisioni
La regione è suddivisa nelle province di: Ibri, Yanqul e Dank.